# Sit de cinc ratlles
El sit de cinc ratlles (Amphispizopsis quinquestriata abans Amphispiza quinquestriata) és un ocell de la família dels passerèl·lids (Passerellidae) i única espècie del gènere Amphispizopsis com a diferent genèricament d'Amphispiza en funció de la genètica, la morfologia, el comportament i les vocalitzacions (Cicero et al. 2020; Groschupf 2020; NACC 2021-C-12; Chesser et al. 2021).

## Hàbitat i distribució
Habita matollar del desert, matolls espinosos i mezquite del nord i nord-est de Mèxic.

## Taxonomia
Es reconeixen dues subespècies:
- A. q. septentrionalis (Van Rossem, 1934) nord-oest de Mèxic.
- A. q. quinquestriata (Sclater & Salvin, 1868) oest de Mèxic.